# Metapedia
Metapedia è un'enciclopedia online multilingue di estrema destra, che afferma di focalizzarsi sulla cultura, arte, scienza, filosofia e politica europea. È antisemita e contiene punti di vista tipici dei movimenti neo-nazisti che supportano il nazionalismo bianco e il suprematismo bianco.
Il lancio ufficiale è avvenuto il 26 ottobre 2006 con l'edizione in lingua svedese, mentre l'edizione inglese  iniziò il 28 aprile 2007. Al 2013, è la versione ungherese quella che contiene il maggior numero di articoli, pari a 144.189 al 27 settembre 2013. La versione in lingua italiana è in via di sviluppo.

## Storia
La versione svedese di Metapedia fu fondata nel 2006 da Anders Lagerström, un editore neonazista originario di Linköping, in Svezia.
"Anders Lagerström è stato coinvolto per molto tempo in organizzazioni e movimenti di estrema destra. Nel 2000, è stato condannato per aver lanciato gas lacrimogeni di fronte a un ufficiale di polizia. Nel 2002 crea la casa editrice Nordic, specializzata nell'emissione e vendita di letteratura nazista e musica white power. Lagerström è anche una figura di spicco nella Nordic Association, che propugna la costituzione di una 'nazione nordica'. Sul sito web dell'organizzazione si legge la seguente descrizione su come questa ipotetica nazione dovrebbe essere: "significa una società abitata da un popolo e da un governo e i media sono completamente sotto il controllo nordico".
 Nonostante il legame di Lagerström con l'estrema destra svedese, Metapedia non menziona questo in nessuna sua edizione linguistica, mentre si limita a definirsi come un'"enciclopedia alternativa [...] che si focalizza sulla cultura, l'arte, la scienza, la filosofia e la politica".